# Základní škola s rozšířeným vyučováním cizích jazyků (Teplice)
Základní škola s rozšířeným vyučováním cizích jazyků, Teplice, Metelkovo náměstí 968 je základní škola v Teplicích.

## Historie školy
V roce 1923 bylo rozhodnuto o stavbě nové školní budovy v Trnovanech pro potřeby teplické české obchodní akademie a škol nižšího stupně. Výstavba trvala dva roky a škola byla slavnostně otevřena 28. října 1925 za účasti představitelů Ústřední matice školské a pojmenována po dr. Jindřichu Metelkovi.
| „                                                     | Zvláštní vděčností jsme zavázáni těm členům školního výboru a občanstva zdejšího, kdož z úcty a lásky k našemu, bohužel příliš brzy zesnulému starostovi, dr. J. Metelkovi, navrhli, aby škola trnovansko-teplická nazvána byla drahým jeho jménem. | “ |
| — Úryvek ze slavnostního proslovu při otevření školy. | |   |

V budově sídlilo hned od počátku několik škol, především obecná a měšťanská škola a obchodní akademie. Kromě nich zde byly umístěny i Kupecká pokračovací škola, Všeobecná pokračovací škola a Pokračovací škola pro činnosti oděvnické. Od roku 1926 zde sídlila také hudební škola. Obchodní akademie sídlila v budově až do roku 1938, kdy se přestěhovala do Loun. V budově (v přízemí) byla i nadále umístěna obecná škola, v prvním poschodí měšťanská škola. Jedním z nejvýznamnějších studentů této obchodní akademie byl i pozdější stíhací pilot ve Velké Británii František Fajtl.
Po obsazení pohraničí německým vojskem v říjnu 1938 byla v budově školy zřízena kasárna. Členy pedagogického sboru obchodní akademie byli manželé Jankovcovi, kteří se angažovali za doby okupace v odbojové skupině Odborář. Volfgang Jankovec byl kvůli své odbojové činnosti dne 20. prosince 1944 popraven. Po skončení druhé světové války budovu krátce jako kasárna používali vojáci Rudé armády. V prvním patře školy byly dokonce stáje.
V roce 1948 se 6. měšťanská škola přeměnila na 6. osmiletou střední školu. Dle školského zákona z roku 1953 byla zřízena v rámci nově organizovaného jednotného školství i jedenáctiletá střední škola v Teplicích. Vznikla sloučením 6. národní a střední školy, 8. národní a střední školy a státního gymnázia v Teplicích. První dvě školy byly umístěny ve zdejší budově, gymnázium sídlilo do konce školního roku 1952/1953 v budově bývalého německého gymnázia v tehdejší ulici Národní fronty (Poštovní ulice). V budově gymnázia byla po školské reformě umístěna Vyšší hospodářská škola. Žáci gymnázia přešli do zdejší budovy. Ve školním roce 1953/1954 bylo ve škole 32 tříd s celkovým počtem 1127 žáků. Pod správu školy byla zařazena i budova školy v Masarykově ulici.
Krátce před rokem 1960 byla jedenáctiletá střední škola přeměněna na experimentální dvanáctiletou střední školu. Po jejím vzniku došlo k přejmenování na Střední všeobecně vzdělávací školu. Ta zahájila svou činnost ve školním roce 1961/1962. V roce 1961 se přesunula do budovy současného Gymnázia Teplice.
V budově zůstala pouze základní devítiletá škola, která také vznikla ve školním roce 1961/1962. Z jiných trnovanských škol přešlo do nové školy šest tříd. V roce 1969 byly poprvé otevřeny třetí třídy s jazykovým vyučováním. Na počátku školního roku 1970/1971 byly do školy převedeny tři třídy ze školy na Smetanově náměstí, která byla v havarijním stavu.
V letech 1984–1987 byla postavena nová školní jídelna v Jankovcově ulici namísto dosavadní nevyhovující. V roce 1986 bylo otevřeno nové volejbalového hřiště (v místech dnešní tělocvičny).
V roce 1993 škola získala právní subjektivitu. V této době začala výuka cizích jazyků od 1. ročníku. Roku 2008 byla dostavěna budova nové tělocvičny.
V roce 2015 byl u příležitosti 90. výročí otevření školní budovy vydán Almanach, který shrnuje historii školy, obsahuje úryvky ze školních kronik, seznam zaměstnanců a také seznam absolventů školy od roku 1960 do roku 2015.

## Přehled ředitelů škol
Obecná a měšťanská škola
- 1925: František Skřivan (chlapecká škola)
- 1926–1935: Eleonora Cibulková (dívčí škola)
- 1935–1938: Marta Vlasáková (dívčí škola)
- 1945–1948: Helena Kučerová (měšťanská škola)
- 1948–?: Josef Vodička (měšťanská škola)
- ?–?: Rudolf Sekera
- 1945–?: Josef Jeništa (obecná škola)

Jedenáctiletá škola
- 1953–1955 Jaroslav Bartoš
- 1955–1960 Karel Hrůza
- 1960–1961: Antonín Šnajdr (přešel jako ředitel na Gymnázium Teplice)

Základní škola
- 1961–1982: Bohumil Reichl
- 1982–1991: Drahoslava Kloboučníková
- 1991–2008: Eva Láznická
- 2008–: Michal Chalupný

## Významní absolventi
- František Fajtl (1912–2006) – generálporučík, československý stíhací pilot ve Velké Británii a SSSR, účastník protinacistického odboje, v roce 1950 vězněný komunisty. Studoval v budově na obchodní akademii (maturoval v roce 1932).
- JUDr. Lubomír Voleník (1950–2003) – právník a politik. Od roku 1993 první prezident Nejvyššího kontrolního úřadu, poslanec Federálního shromáždění. Školu absolvoval v roce 1965. V roce 2003 mu byl udělen in memoriam Řád Tomáše Garrigua Masaryka.
- Milena Matějkovičová (nar. 1961) – bývalá československá atletka, běžkyně, půlkařka. Školu absolvovala v roce 1976. Roku 1983 v Helsinkách vybojovala stříbrnou medaili na mistrovství světa v atletice. O rok později získala zlatou medaili na halovém mistrovství Evropy v Göteborgu.
- Martin Zbrožek (nar. 1963) – houslista, zpěvák, herec a moderátor. Vystupoval v hudebních skupinách Naima, Květy času, v Havelkových Melody Makers. Několikrát moderoval předávání Českých lvů. Školu ukončil v roce 1977.
- Martin Krafl (nar. 1971) – novinář a tiskový mluvčí. Základní školu absolvoval v roce 1985. Působil jako tiskový mluvčí prezidenta Václava Havla, mediální poradce Nadace Dagmar a Václava Havlových Vize 97 a mluvčí České televize. Je ředitelem Českého centra ve Vídni.
- Bohdana Pavlíková (nar. 1976) – herečka. Školu ukončila v roce 1990. Absolventka Gymnázia Teplice a Střední školy dramatických umění v Šumperku. V angažmá měla v Divadle Šumperk a Městském divadle Kladno. V současnosti je členkou Švandova divadla v Praze a hostuje v Národním divadle. Byla nominovaná na Cenu Thálie.
- Anna Kloboučková (nar. 2005) - infuencerka. Školu ukončila roku 2020. Tvoří obsah převážně na platformě TikTok, kde má necelých 450 tisíc sledujících a na Instagramu, na kterém má přes 130 tisíc sledujících.